# Brucepattersonius
Genre
Brucepattersonius est un genre de rongeurs de la famille des Cricétidés.

## Liste des espèces
Selon Mammal Species of the World (version 3, 2005)  (24 février 2021) :
- Brucepattersonius albinasus Hershkowitz, 1998[2]
- Brucepattersonius griserufescens Hershkovitz, 1998
- Brucepattersonius guarani Mares & Braun, 2000
- Brucepattersonius igniventris Hershkovitz, 1998
- Brucepattersonius iheringi (Thomas, 1896)
- Brucepattersonius misionensis Mares & Braun, 2000
- Brucepattersonius paradisus Mares & Braun, 2000
- Brucepattersonius soricinus Hershkovitz, 1998